# Rio Sal Amargo
O rio Sal Amargo é um curso de água que banha o estado da Paraíba, no Brasil.